# Walkersaicher Mühlbach
Der Walkersaicher Mühlbach ist ein größerer linker Nebenfluss der Isen in Oberbayern. Die Ursprungsbereiche seiner 3 Quellbäche liegen im äußersten Südosten des Landkreises Landshut (Niederbayern).

## Geographie

### Verlauf
Der längste Oberlaufstrang des Walkersaicher Mühlbachs beginnt bei der Einöde Schmidreid der Gemeinde Wurmsham auf etwa 486 m ü. NHN. Dort entspringt der Kiepfer Bach, der westsüdwestwärts abfließt, zwei namenlose Zuflüsse aufnimmt und dann beim Weiler Harham der Gemeinde den aus dem Osten kommenden Harhamer Graben. 
Kurz darauf vereint er sich mit dem von Westnordwesten zufließenden Höhenberger Graben und beim Höhenberg der Marktgemeinde Velden entsteht, zum Klapferbach, der in der Richtung des Kiepfer Bachs weiterfließt, kurz nach der Hangersmühle die Grenze zur Marktgemeinde Buchbach überschreitet und bei Moos verstärkt wird vom Stiftener Bächlein, das noch im Gebiet der Marktgemeinde Velden bei der Einöde Kremshub entspringt und dann in recht langem Lauf ostsüdostwärts zieht. Der Klapferbach wendet sich nach diesem Zufluss auf südlichen Lauf, nimmt gegenüber von Oberbonbruck den Falterner Graben auf, woraufhin linksseits ein Teilungsarm abgeht.
Der Bach wird danach Walkersaicher Mühlbach genannt und zieht sehr gerade südwärts. Ihm fließt bald danach der Iglberger Graben von links her zu, der zuletzt noch den Teilungsarm aufgenommen hat. Wenig danach quert beim Weiler Besenbuchbach die St 2086 den Lauf. Von rechts mündet der Pfarrgraben zu, nachdem er unter der Einöde Dötzkirchen auf dem östlichen Hang vorbeigeflossen ist, kommt der Greilhuber Graben von der anderen Seite hinzu. Danach wechselt der Bach am Zufluss des rechten Langenloher Grabens aufs Gebiet der Gemeinde Schwindegg.
Dort passiert er den links liegenden Weiler Angering, bevor gegenüber dem schon am Übergang ins Isental stehenden Weiler Kothingdorfen noch der Schafdorner Bach aus dem Nordosten zufließt, der zuletzt den Nordrand von Walkersaich berührt hat. Dem Ostrand dieses auf einem prägnanten Talsporn gebauten Kirchdorfs entlang läuft der Walkersaicher Mühlbach seine letzten Meter bis zur Mündung von links in die Isen auf etwa 423 m ü. NHN.
Der Walkersaicher Mühlbach des Baches mündet nach mit Kiepfer Bach und Walkersaicher Mühlbach zusammen 7,4 km langem Weg mit mittlerem Sohlgefälle von etwa 8,5 ‰ rund 63 Meter unterhalb der Quelle des Kiepfer Bachs.

### Zuflüsse
Hierarchische Liste der Zuflüsse vom Ursprung zur Mündung. Auswahl.
Ursprung des Namensabschnitts Walkersaicher Mühlbach auf etwa 435 m ü. NHN bei Oberbonbrück am Abgang eines linken Mühlgrabens.
- Klapferbach, Oberlauf. Ursprung auf etwa 435 m ü. NHN am Zusammenfluss einer Oberläufe vor der Hangersmühle.
  - Kiepfer Bach, linker Oberlauf von Nordnordosten. Entspringt bei Schmidreid.
    - Harhamer Bach, von links bei Harham

  - Höhenberger Graben, rechter Oberlauf von Nordnordwesten. Entspringt bei Schmitten.
  - Stiftener Bächlein, von rechts und Westnordwesten bei Moos
  - Falterner Graben, von links und Nordosten bei Oberbonbruck
- Idlberger Graben, von links und Ostnordosten
  - Fischbach, von rechts und Nordosten
- Pfarrergraben, von rechts und Westnordwesten
- Greilhuber Graben, von links und Osten
- Langenloher Graben, von rechts und Westen
- Wieser Graben, von links und Nordosten
- Schafdorner Bach, von links und Nordosten

Mündung des Walkersaicher Mühlbachs von links und Norden auf etwa 423 m ü. NHN in die Isen am Ortsrand von Walkersaich. Der Bach ist auf dem Strang Kiepfer Bach → Klapferbach → Walkersaicher Mühlbach 7,4 km lang und hat ein Einzugsgebiet von 20,8 km².

## Weblink
- Karte von Lauf und Einzugsgebiet des Walkersaicher Mühlbachs auf: BayernAtlas der Bayerischen Staatsregierung (Hinweise)